# Liste Münchner Straßennamen/O

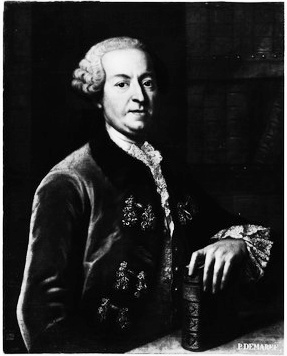
Andreas Felix von Oefele

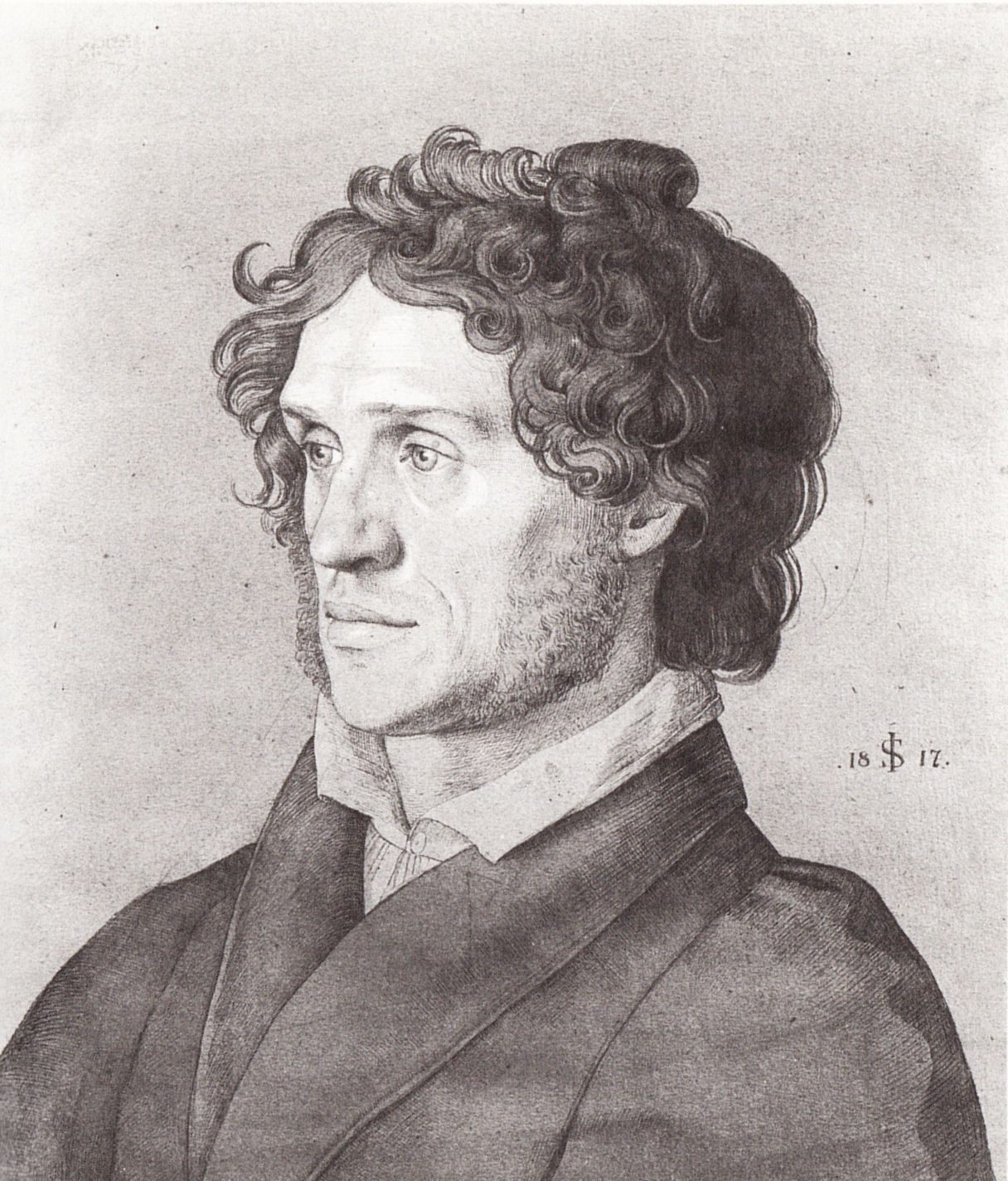
Ferdinand Johann von Olivier

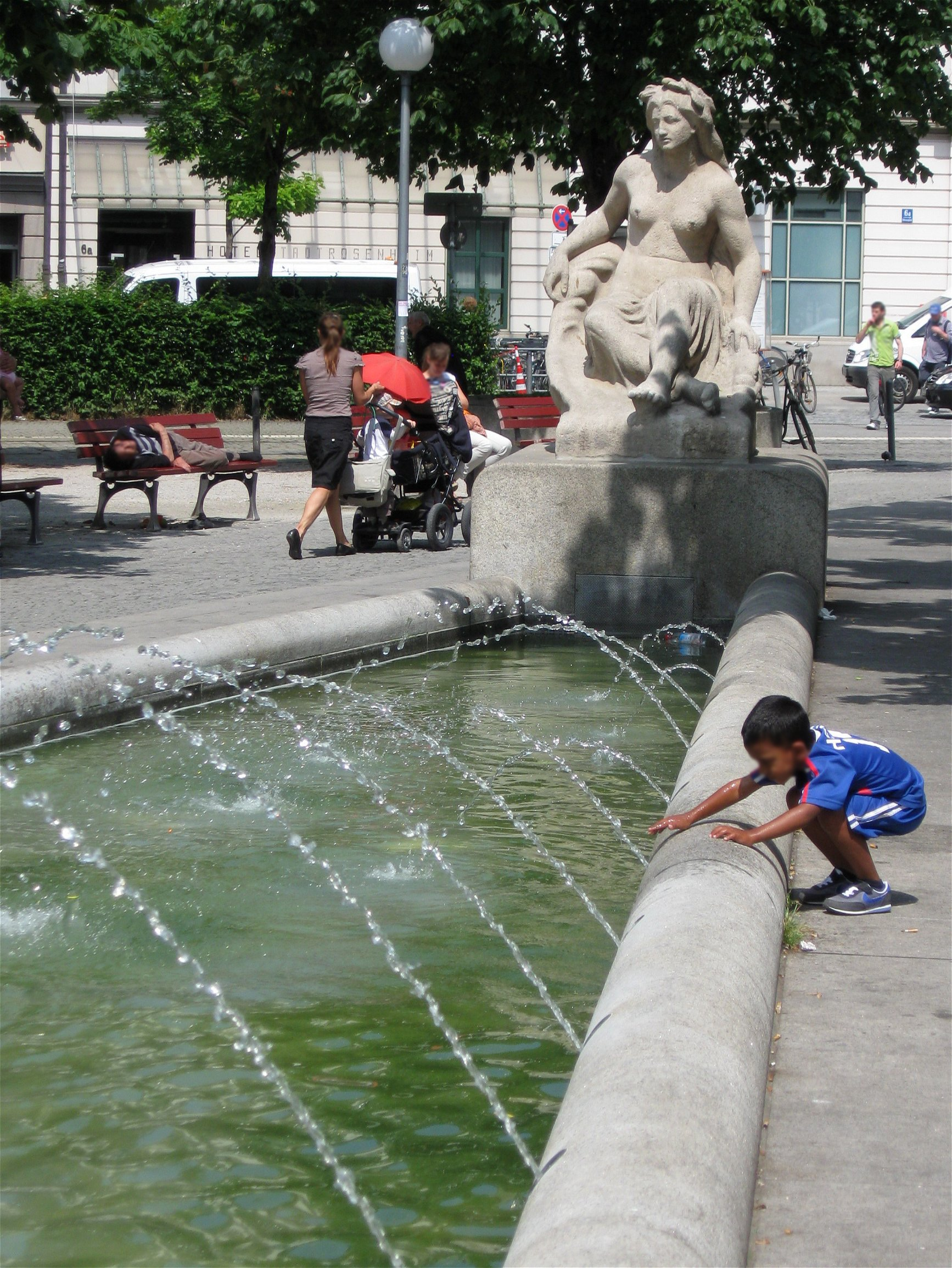
Brunnen am Orleansplatz

Die Liste Münchner Straßennamen listet Namen von Straßen und Plätzen der bayerischen Landeshauptstadt München auf und führt dabei auch die Bedeutungen und Umstände der Namensgebung an. Aktuell gültige Straßenbezeichnungen sind in Fettschrift angegeben, nach Umbenennung oder Überbauung nicht mehr gültige Bezeichnungen in Kursivschrift.
Aufgrund der großen Anzahl Münchner Straßennamen ist die Liste in alphabetisch sortierte Unterlisten aufgeteilt.
Oberanger, Altstadt
(vor 1300) alte Flurbezeichnung, Unterscheidung zum Unteren Anger
Oberascherstraße, Forstenried
(1962) Rupert (1876–1956) und Rudolf (1873–1907) Oberascher, Glockengießer
Oberaudorfer Straße, Obergiesing
(1953) Oberaudorf, Gemeinde im Landkreis Rosenheim
Oberauer Straße, Sendling-Westpark
(1934) Oberau; Gemeinde im Landkreis Garmisch-Partenkirchen
Oberbiberger Straße, Harlaching
(um 1935) Oberbiberg, Ortsteil von Oberhaching im Landkreis München
Oberbrunner Straße, Fürstenried
(1921) Oberbrunn, Ortsteil der Gemeinde Gauting im Landkreis Starnberg
Obere Allee, Allach-Untermenzing
(1938) alleeartiger Verlauf der Straße durch den Allacher Forst
Obere Grasstraße, Obergiesing
(1856) vmtl. Fahrweg zu den Wiesen und Weiden
Obere Hausbreite, Freimann
(1950) Hausbreite, Bezeichnung für ein Feld in Hausnähe
Obere Johannisstraße, Haidhausen
(1856) Neue Pfarrkirche St. Johann Baptist
Obere Länge, Freimann
(1950) alter Flurname
Obere Mühlstraße, Obermenzing
(1938) Inselmühle, von Untermenzing aus gesehen die obere Mühle an der Würm
Obere Weidenstraße, Untergiesing
(1899) Weidenbestände im Hochwasserbett der Isar
Oberföhringer Straße, Bogenhausen
(1913) Oberföhring, 1913 nach München eingemeindet
Oberhofer Platz, Milbertshofen
(1925) Oberhof, Stadt in Thüringen
Oberhofer Weg, Milbertshofen
(1976) siehe vorstehend
Oberhuberstraße, Waldtrudering
(1933) Max Oberhuber (1874–1944), Bürgermeister der ehemals selbständigen Gemeinde Trudering
Oberhummerweg, Allach-Untermenzing
(1959) Eugen Oberhummer (1859–Wien), deutsch-österreichischer Geograph
Oberjägerstraße, Schwabing-Freimann
(1932) Oberjäger, Betreuer des nördlichen Teiles des Englischen Gartens
Oberkaidlmühlweg,
(1876)
Oberländerstraße, Sendling
(1890) Oberland, Bezeichnung für jene Gegend in Bayern, aus der die meisten Kämpfer der „Bauernarmee“, die „Oberländer“ oder „Oberlandler“ für die Sendlinger Bauernschlacht 1705 rekrutiert wurden
Obermaierstraße, Lehel
(1878) Joseph Eucharius Freiherr von Obermaier (1724–1789), Staatsrechtler
Obermoosstraße, Feldmoching
(1938) Obermoos, Flur- und Landschaftsbezeichnung des örtlichen Moores
Oberndorfferstraße, Schwabing-Freimann
(1932) Carl Reichsgraf von Oberndorff, kurfürstlicher Forstkammerrat Anfang des !9. Jahrhunderts
Obernzeller Straße, Südgiesing
(1931) Obernzell, Marktgemeinde im Landkreis Passau
Oberölkofener Straße, Ramersdorf
(1926) Oberelkofen, Ortsteil von Grafing bei München
Oberonstraße, Englschalking
(1934) Oberon, Oper von Carl Maria von Weber
Oberschlesische Straße, Daglfing
(1930) Oberschlesien, südöstlicher Teil der historischen Region Schlesien, heute größtenteils in Polen
Oberseestraße,
(1949) Obersee in den Berchtesgadener Alpen
Oberstdorfer Straße, Forstenried
(1932) Oberstdorf, Marktgemeinde im Allgäu
Oberviechtacher Straße, Südgiesing
(1931) Oberviechtach, Stadt in der Oberpfalz
Obinger Straße, Berg am Laim
(1921) Obing, Gemeinde im Landkreis Traunstein
Occamstraße, Schwabing
(1891) Wilhelm von Ockham (um 1288–1347), mittelalterlicher Philosoph, Theologe und kirchenpolitischer Schriftsteller
Ockertweg, Solln
(1947) Carl Friedrich Ockert (1825–1899), Maler. Zuvor hieß er Wagnerweg.
Öcklweg, Mittersendling
(1956) Wilhelm Öckl (um 1520–1588), deutscher Baumeister
Oda-Schaefer-Weg, Schwanthalerhöhe
(2002) Oda Schaefer (1900–1988), deutsch-baltische Schriftstellerin und Journalistin
Odeonsplatz, Maxvorstadt, Lehel
(1827) Odeon, ehemaliger Konzertsaal westlich des Platzes
Oderstraße, Bogenhausen
(1935) Oder, Fluss in Mitteleuropa
Odinstraße, Bogenhausen
(1935) Odin, Gott der nordischen Mythologie
Ödenstockacher Weg, Waldtrudering
(1951) Oedenstockach, Ortsteil von Putzbrunn im Landkreis München
Oedkarspitzstraße, Berg am Laim
(1929) Ödkarspitzen, Berggipfel im Karwendel
Oefelestraße, Au
(1877) Andreas Felix von Oefele (1706–1780), Historiker und Bibliothekar
Oertelplatz, Allach-Untermenzing
(1945) Max Joseph Oertel (1835–1897), deutscher Otolaryngologe
Oertlinweg, Untergiesing
(1958) Meister Oertlin, Erbauer des großen Isarwehres bei Harlaching (14. Jahrhundert)
Oettingenstraße, Lehel
(1897) Ludwig Fürst zu Oettingen-Wallerstein (1791–1870), bayerischer Staatsmann
Oetztaler Straße, Sendling-Westpark
(1934) Ötztal, rechtes Seitental des Oberinntals in Tirol
Ofener Straße, Laim
(1921) Ofen, deutscher Name des westlich der Donau liegenden Stadtteils der ungarischen Hauptstadt Budapest
Offenbachstraße, Pasing
(1947) Jacques Offenbach (1819–1880 in), deutsch-französischer Komponist und Cellist
Ofterdingenstraße, Neuhausen
(1929) Heinrich von Ofterdingen, legendärer Minnesänger
Oggersheimer Straße, Ramersdorf
(1930) Oggersheim, Stadtteil von Ludwigshafen in Rheinland-Pfalz
Ohlauer Straße, Moosach
(1947) Ohlau, Stadt im polnischen Niederschlesien
Ohlenschlagerstraße, Mittersendling
(1937) Friedrich Ohlenschlager (1840–1916), deutscher Klassischer Philologe, Prähistoriker und Provinzialrömischer Archäologe
Ohlmüllerstraße, Au
(1874) Joseph Daniel Ohlmüller (1791–1839), Architekt und Kreisbaurat in München
Ohlstadter Straße, Mittersendling
(1922) Ohlstadt, Gemeinde im Landkreis Garmisch-Partenkirchen
Ohmstraße, Schwabing
(1891) Georg Simon Ohm (1789–1854), deutscher Physiker
Olchinger Weg, Alt-Aubing
(1978) Olching, Stadt im Landkreis Fürstenfeldbruck
Oldenbourgstraße, Obermenzing
(1960) Oldenbourg, Münchner Verlagsbuchhändlerfamilie
Olga-Tschechowa-Weg, Neuperlach
(1981) Olga Tschechowa (1897–1980), deutsche Schauspielerin russisch-deutscher Herkunft
Olgastraße, Neuhausen
(1900) Olga, weiblicher Vorname, russische Form von Helga
Olivierstraße, Solln
(1955) Ferdinand Johann von Olivier (1785–1841), Maler
Ollenhauerstraße, Neuperlach
(1973) Erich Ollenhauer (1901–1963), von 1952 bis 1963 Parteivorsitzender der SPD
Olmendorferstraße, Ramersdorf
(1955) Olmendorfer, Münchner Malerfamilie des 14. Jahrhunderts
Olof-Palme-Straße, Riem
(1996) Olof Palme (1927–1986), sozialdemokratischer schwedischer Politiker und zweimaliger Ministerpräsident Schwedens
Olschewskibogen, Feldmoching
(1987) Wilhelm Olschewski (1871–1943), Mitbegründer einer kommunistischen Widerstandsgruppe gegen das NS-Regime in München
Olympiastraße,
Auffahrtsallee des Schlosses Fürstenried, heute Autobahn A 95
Omptedastraße, Pasing
(1968) Georg von Ompteda (1863–1931), deutscher Schriftsteller
Oneginstraße, Obermenzing
(1956) Sigrid Onégin (1889–1943), deutsche Opern- und Konzertsängerin (Alt)
Onyxplatz, Ludwigsfeld
(1952) Onyx, Mineral
Opalstraße, Ludwigsfeld
(1952) Opal, Mineral
Opitzstraße, Bogenhausen
(1914) Martin Opitz (1597–1639) deutscher Dichter und Theoretiker des Barock
Oppenrieder Straße, Obersendling
(1929) Oppenried, Ortsteil der Gemeinde Seeshaupt am Starnberger See
Orchisweg,
(1947) Orchis, Orchideengattung
Orffstraße, Neuhausen
(1900) Carl Maximilian von Orff (1828–1905), bayerischer Generalmajor, Kartograf, Topograf und Geodät
Orlandostraße, Altstadt
(1873) Orlando di Lasso (1532–1594), Komponist und Kapellmeister
Orleansplatz, Haidhausen
(um 1872) Orléans, französische Stadt
Orleansstraße, Haidhausen
(um 1872) siehe vorstehend
Orpheusstraße, Moosach
(1900) Orpheus, griechischer Sagenheld
Orsinistraße, Englschalking
(1933) Paolo Orsini, Gestalt aus Richard Wagners Oper Rienzi
Ortenburgstraße, Obersendling
(1914) Ortenburg, Marktgemeinde im Landkreis Passau
Orthstraße, Pasing
(1948) Karl Orth (1869–1942), deutscher Maler
Ortlerstraße, Mittersendling
(1956) Ortler, Berg in den Südtiroler Alpen
Ortlindestraße, Englschalking
(1935) Ortlinde, Walküre in Richard Wagners Oper Die Walküre
Ortnitstraße, Bogenhausen
(1932) Sage von Ortnit, ursprünglich wohl niederdeutschen Ursprungs
Ortolfstraße, Obermenzing
(1938) Ortolfus dictus Got, ehemaliger Besitzer des Gutes Menzing
Ortrudstraße, Bogenhausen
(1933) Ortrud, weiblicher Vorname, Gestalt in Richard Wagners Oper Lohengrin
Ortweinstraße, Neuhausen
(1929) Ortwein, Gestalt aus dem Nibelungenlied
Oselstraße, Pasing
(1947) Heinrich Osel (1863–1919), deutscher Zollinspektor und bayerischer Politiker
Oskar-Barnack-Straße, Moosach
(1983) Oskar Barnack (1879–1936), deutscher Feinmechaniker
Oskar-Coester-Weg, Solln
(1956) Oskar Coester (1886–1955), Maler
Oskar-Maria-Graf-Ring, Neuperlach
(1971) Oskar Maria Graf (1894–1967), deutsch-amerikanischer Schriftsteller
Oskar-Schlemmer-Straße, Schwabing
(2001) Oskar Schlemmer (1888–1943), deutscher Maler, Bildhauer und Bühnenbildner
Oskar-von-Miller-Ring, Maxvorstadt
(1955) Oskar von Miller (1855–1934), deutscher Bauingenieur, Gründer des Deutschen Museums
Oslostraße, Riem
(2001) Oslo, Hauptstadt Norwegens
Osnabrücker Straße, Moosach
(1936) Osnabrück, Stadt in Niedersachsen
Ossannastraße, Allach-Untermenzing
(1956) Johann Ossanna (1870–1952), Professor am Lehrstuhl für Elektrische Maschinen der TH München
Osserstraße, Bogenhausen
(1906) Osser, Berg an der bayerisch-tschechischen Grenze
Ossiacher Straße, Pasing
(1951) Ossiach, Gemeinde in Kärnten (Österreich)
Ossietzkystraße, Laim
(1947) Carl von Ossietzky (1889–1938), deutscher Journalist und Schriftsteller
Ossingerstraße, Neuhadern
(1947) Ossinger, Münchner Ratsherrengeschlecht
Ostendorferweg, Laim
(1972) Michael Ostendorfer (1490 oder 1494–1559), deutscher Maler und Zeichner
Osterangerstraße, Lochhausen
(1947) alter Flurname
Osterhofener Weg, Nymphenburg
(1982) Osterhofen, Stadt in Niederbayern
Ostermayrstraße, Milbertshofen
(1913) Ludwig Ostermayr, Landwirt aus Milbertshofen
Ostermoosstraße, Alt-Aubing
(1947) alter Flurname
Osterseenstraße, Sendling-Westpark
(1929) Osterseen, Seenlandschaft im Landkreis Weilheim-Schongau
Osterwaldstraße,
(1891) Peter von Osterwald (1718–1778), deutscher katholischer Theologe und Staatsmann
Ostmarkstraße, Sendling-Westpark
(1925) Ostmark, östliche Präfektur des fränkischen Herzogtums Baiern im 9. Jahrhundert
Ostpreußenstraße, Englschalking
(1930) Ostpreußen, östlichste preußische Provinz
Oswald-Bieber-Weg, Pasing
(1985) Oswald E. Bieber (1874–1955), deutscher Architekt
Oswaldweg, Alt-Aubing
(1985) Josef Oswald (1884–1963), Stadtpfarrer in Aubing
Otilostraße, Pasing
(1938) Otilo, 763 als Zeuge in einer Urkunde genannt, mit der ein Reginperht seine Pasinger und Gräfelfinger Güter an die von ihm gegründete Kirche in Scharnitz verschenkte
Otkerstraße, Giesing
(1906) Otker (Otgar), Huosigaugraf, gründete zusammen mit seinem Bruder Adalbert in den Jahren 756-61 das Kloster Tegernsee
Otl-Aicher-Straße, Schwabing
(2010) Otl Aicher (1922–1991), Gestalter und Grafikdesigner
Ötschmannweg, Mittersendling
(1955) Michael Ötschmann (1670–1755), Baumeister und Zeichner
Ottendichler Straße, Riem
(1983) Ottendichl, Ortsteil von Haar im Landkreis München
Otterfinger Straße, Neuperlach
(1931) Otterfing, Gemeinde im Landkreis Miesbach
Ottilienstraße, Neutrudering
(1933) Ottilie, weiblicher Vorname
Ottilienstraße, Solln
1947 umbenannt in Kirchbachweg
Öttlmairstraße, Ramersdorf
(1955) Hofname in Ramersdorf
Otto-Bezold-Weg, Neuperlach
(1985)  Otto Bezold (1899–1984), deutscher Jurist und Politiker
Ottobeurer Straße, Moosach
(1925) Ottobeuren, Marktgemeinde in Oberschwaben
Ottobrunner Straße, Ramersdorf-Perlach
(1960) Ottobrunn, Gemeinde im Landkreis München
Otto-Dischner-Weg, Pasing
(1980) Otto Dischner (1879–1942), Pasinger Bürger und Verleger
Otto-Eckart-Platz, Berg am Laim
(2020) Otto Eckart (1936–2016), Unternehmer, Gründungsmitglied der Münchner-Kindl-Stiftung
Otto-Engl-Platz, Pasing
(1946) Otto Engl (1856–1927), Großkaufmann aus Pasing
Otto-Hahn-Ring, Neuperlach
(1971) Otto Hahn (1879–1968), deutscher Chemiker, Pionier der Radiochemie
Otto-Klemperer-Weg,
(1983) Otto Klemperer (1885–1973), deutscher Dirigent und Komponist
Otto-Kohlhofer-Weg, Neuhadern
(1995) Otto Kohlhofer (1915–1988), deutscher Kommunist
Otto-Lederer-Weg, Waldtrudering
(1986) Otto Lederer (1905–1977), erster Stadtpfarrer in Waldtrudering
Otto-Leixl-Straße, Feldmoching
(1956) Otto Leixl (1892–1922), Münchner Bergsteiger
Otto-Meitinger-Straße, Freiham
(2019) Otto Meitinger (1927–2017), Architekt
Otto-Merkt-Weg, Oberföhring
(1964) Otto Merkt (1877–1951), deutscher Kommunalpolitiker und Heimatforscher
Otto-Perutz-Straße, Riem
(2008) Otto Perutz (1847–1922), Chemiker und Fabrikant
Otto-Rothe-Straße, Riem
(1972) Otto Rothe (1924–1970), Military-Reiter; Privatstraße auf dem Gelände der Olympia Reitanlagen GmbH
Otto-Sendtner-Straße, Schwabing-Freimann
(1950) Otto Sendtner (1813–1859), deutscher Botaniker
Ottostraße, Maxvorstadt
(vor 1832) Prinz Otto von Wittelsbach (1815–1867), König von Griechenland
Otto-Warburg-Straße, Feldmoching-Hasenbergl, Allach-Untermenzing
(1991) Otto Warburg (1883–1970), deutscher Biochemiker, Arzt und Physiologe
Otto-Wels-Straße, Neuperlach
(1986) Otto Wels (1873–1939), sozialdemokratischer deutscher Politiker
Ottweilerstraße, Neuperlach
(1938) Ottweiler, Stadt im Saarland
Oxnerweg, Giesing
(1978) Johann Georg Oxner, Münchner Goldschmied